# Notre-Dame-de-l'Isle
Notre-Dame-de-l'Isle es una localidad y comuna francesa situada en la región de Alta Normandía, departamento de Eure, en el distrito de Les Andelys y cantón de Les Andelys.

## Demografía
| 271 | 287 | 316 | 365 | 584 | 642 |
| Para los censos de 1962 a 1999 la población legal corresponde a la población sin duplicidades (Fuente: INSEE [Consultar]) |     |     |     |     |     |